# Hilton Valentine
Hilton Valentine (North Shields, 21 de maio de 1943 – 29 de janeiro de 2021) foi um músico britânico, guitarrista original da banda The Animals.

## Carreira
Valentim nasceu em North Shields, Northumberland. Ele entrou no mundo da música tocando em bandas de skiffle antes de ser convidado por Chas Chandler a aderir ao Alan Price Combo em 1963. Eric Burdon e John Steel entraram imediatamente após a chegada de Valentine. Em 1966 ele deixou a banda.
Ficou conhecido por sua introdução de guitarra na canção "The House of the Rising Sun" que tem inspirado muitos guitarristas.
Em 1994, junto com Eric Burdon, Alan Price, John Steel e Chas Chandler, Valentine foi introduzido ao Rock and Roll Hall of Fame.
Tempos depois ele se mudou para a Califórnia e gravou um álbum solo intitulado All In Your Head. Depois ele voltou para a Inglaterra e encontrou ocasionalmente seus ex-colegas. Em 2004, ele lançou o álbum It's 'n' Folk Skiffle, Mate!.
Entre fevereiro de 2007 a novembro de 2008 Valentine saiu em turnê com Eric Burdon. Em 2009, ele tocou em toda Inglaterra, Nova Iorque e Carolina do Sul, com seu projeto solo Skiffledog. No início de 2009 ele lançou duas gravações demo de porão em sua página no MySpace.

## Morte
Valentine morreu em 29 de janeiro de 2021, aos 77 anos de idade.

## Discografia
The Animals
- The Animals (1964)
- The Animals On Tour (1964)
- Animal Tracks  (1965)
- Animalisms (1966)
- Animalization (1966)
- Before We Were So Rudely Interrupted (1977)
- Ark (1983)

Solo
- All In Your Head (1969)
- It's Folk 'n' Skiffle, Mate! (2004)
- Skiffledog on Coburg Street  (2011)